# Bulbophyllum stipitatibulbum
Bulbophyllum stipitatibulbum är en orkidéart som beskrevs av Johannes Jacobus Smith. Bulbophyllum stipitatibulbum ingår i släktet Bulbophyllum och familjen orkidéer. Inga underarter finns listade i Catalogue of Life.